# Otto Tiersch
Otto Tiersch (1. september 1838 i Kalbsrieth—1. november 1892 i Berlin) var en tysk musikteoretiker.
Tiersch var blandt andet lærer ved Sterns konservatorium i Berlin og en anset og kyndig teoretiker, der særlig beskæftigede sig med harmonilæren (System und Methode der Harmonielehre, Elementarbuch der musikalischen Harmonie- und Modulationslehre med mere).